# Dziurawy Okap w Witkowych Skałach
Dziurawy Okap w Witkowych Skałach – schronisko w Witkowych Skałach na Wyżynie Olkuskiej wchodzącej w skład Wyżyny Krakowsko-Częstochowskiej. Znajduje się na grzbiecie oddzielającym Dolinę Szklarki od jej bocznego, orograficznie prawego odgałęzienia, administracyjnie we wsi Jerzmanowice w gminie Zabierzów, w powiecie krakowskim, w województwie małopolskim.
Obiekt znajduje się za dużym odpękniętym blokiem skalnym u północno-zachodnich podnóży Wielkiej Witkowej. Jego główny otwór ma szerokość 0,6 m, wysokość 1 m i znajduje się za nim szczelinowaty korytarz o szerokości 1 m biegnący w kierunku zachodnim. Jego strop tworzą wielkie głazy, między którymi znajdują się dwa okna skalne. Za drugim oknem korytarz opada w głąb skały i zwęża się do szczeliny niemożliwej do przejścia. Drugie okno jest równocześnie drugim wejściem do schroniska.
Obiekt powstał w późnojurajskich wapieniach na szczelinie, która z czasem uległa rozmyciu. Na jego ścianach miejscami występują grzybki naciekowe, korozyjne wżery i skonsolidowane mleko wapienne. Namulisko składa się z wapiennego gruzu zmieszanego z glebą i próchnicą. Przez większe z okien do schroniska wpadają liści i śmieci, tworząc pod nim stożek. Schronisko jest przewiewne, w całości widne i poddane wpływom środowiska zewnętrznego. Przed jego otworem nielicznie rosną rośliny zielne, mchy, glony i porosty, niektóre z nich również wewnątrz schroniska. Ze zwierząt obserwowano muchówki, ślimaki i pająki z rodzaju Meta.
Obiekt znany był od dawna, świadczą o tym pozostawiane w nim śmieci. Po raz pierwszy wymienił go w 2008 r. J. Nowak w spisie jaskiń Doliny Szklarki. Schronisko pomierzyła i opracowała jego dokumentację z planem I. Luty w lipcu 2014 r.

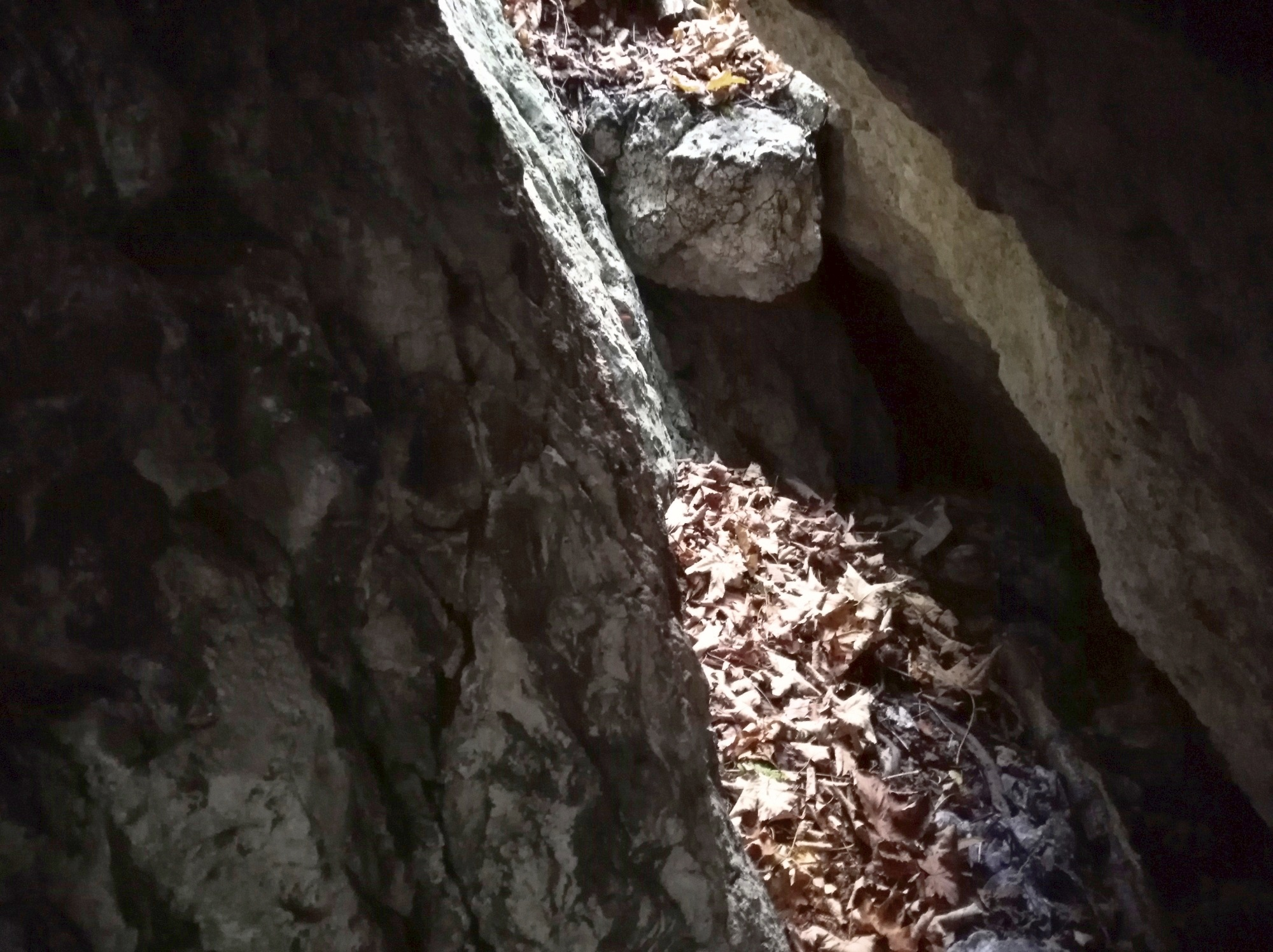
Główny otwór
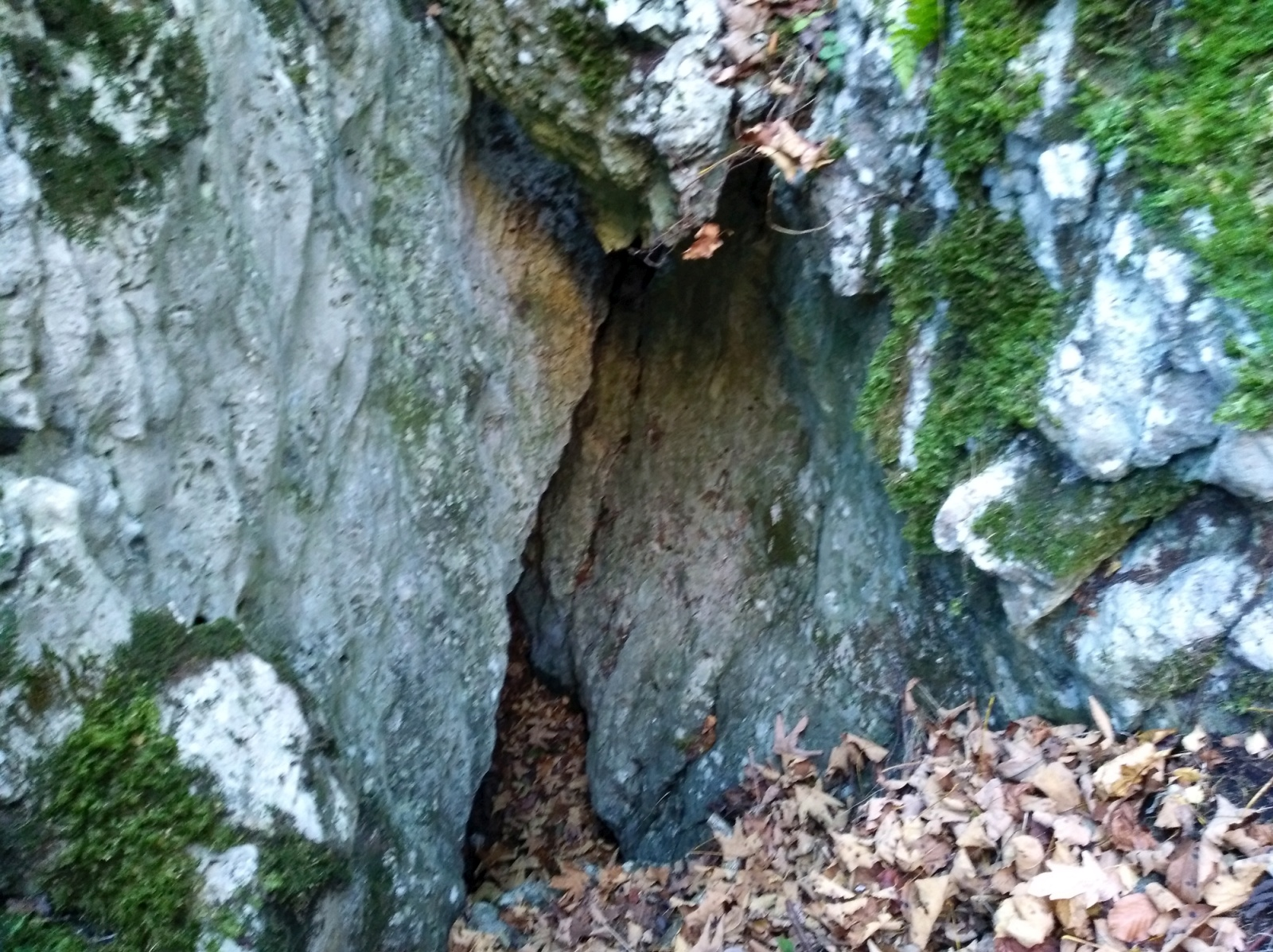
Okno skalne (drugi otwór)
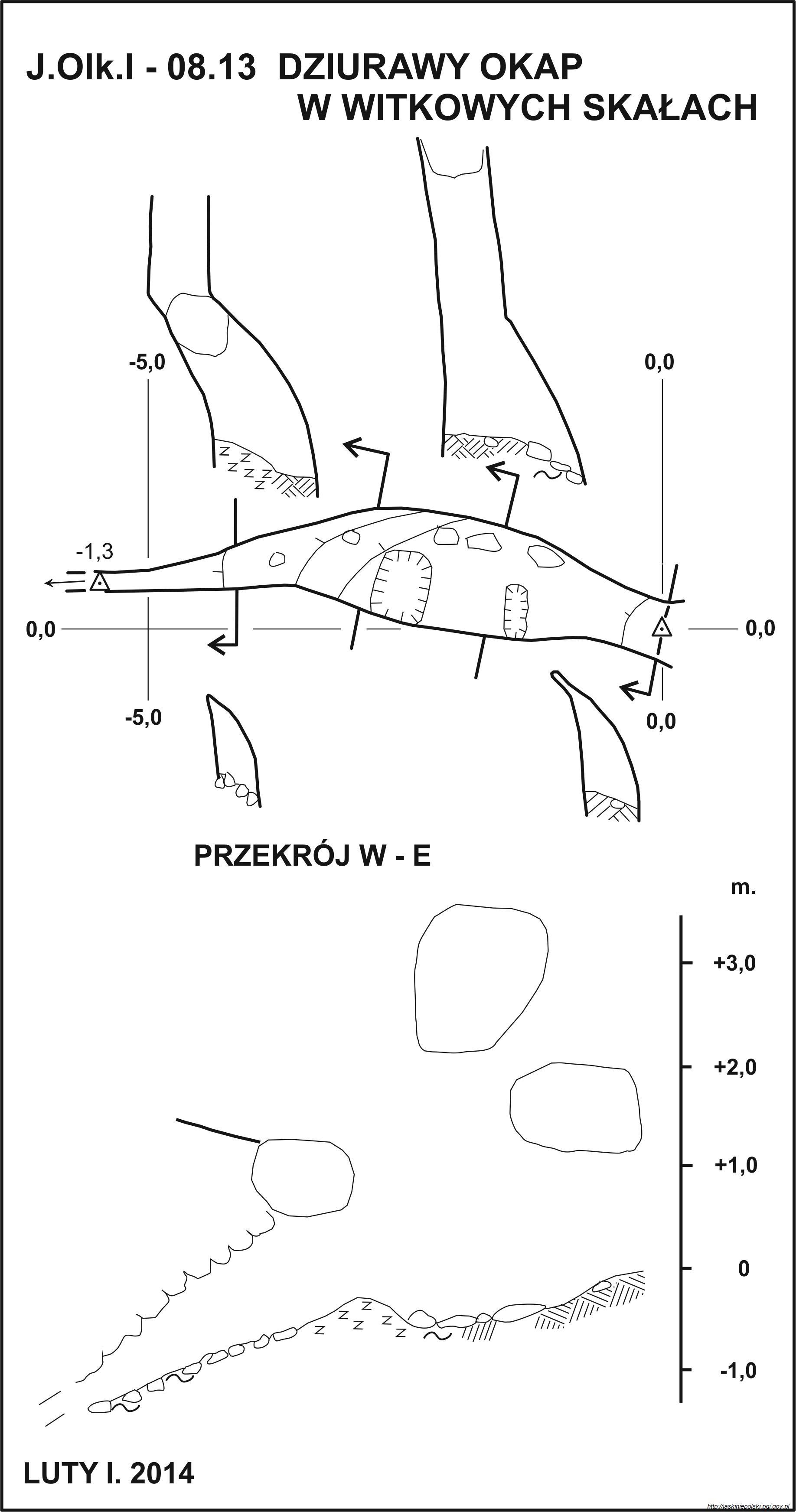
Plan